# ローン・チャレンジャー
『ローン・チャレンジャー』（LoneChallenger）は、2012年6月に公開の日本映画。上映時間82分。

## 概要
- 元々は2008年7月に企画されたインディーズムービーで、林一嘉監督が同年8月に第10回インディーズムービー・フェスティバルでグランプリを受賞したことをきっかけに製作幅を拡大。商業ベースとなり長編化された。
- インディーズムービー・フェスティバルで入賞すると援助作品（ぴあフィルムフェスティバルのスカラシップのようなシステム）の権利を得ることが可能だが林一嘉監督は『ローン・チャレンジャー』というタイトルに肖り援助権を先送りしている。
- 2008年12月に撮影を開始し2009年7月まで行われたが、林一嘉監督は同年に別プロジェクトのオムニバス映画『アウトサイダー052』の製作総指揮を担当することになり『ローン・チャレンジャー』の制作は一次中断され2010年6月に撮影を再開し2010年内に完成した。
- 2011年に製作委員会を発足し公開に向け進行していたのだが「3･11」が起き本編の内容と似た箇所が多いため上映を先送りにした、とブログに掲載されている。

## あらすじ
突如起こった爆弾テロ事件。現場を捉えたカメラに映されたのは仮面の少女カンナ。その話題性を利用しようと企むTVプロデューサーと暗躍する影の住人たち。少女に迫る危機に現れる謎の青年加トらが繰り広げる。閉塞感漂う虚像の現代に一撃を衝く。

## キャスト
- カンナ：林由莉恵
- 美藍：乙黒えり
- 加ト：林一嘉
- 母：佐藤麻紗
- 沖口：石上亮
- 徳重：森重誘介
- 清藤：後藤サヤカ
- 藤城アナ：高林里衣
- 山中：樋口豊志
- 大砲：山田崇夫
- 南：横川結城

## スタッフ
- プロデューサー・監督・脚本・編集・アクション指導・デザイン・造形：林一嘉
- 撮影：竹山尚希、林一嘉
- 製作・制作：DryGinger
- 音楽：松沼侑宏(SOUNDATHLETE)、mineyo、morefloat
- 楽曲提供：perolins、ragan
- 配給：TOブックス

## ロケ地
愛知県内名古屋市と岡崎市を中心に行われ、爆弾テロシーンは春日井市の中部大学や岡崎市の愛知産業大学の校舎を高層ビルに見立て撮影された。